# Johann Caspar Wetzel

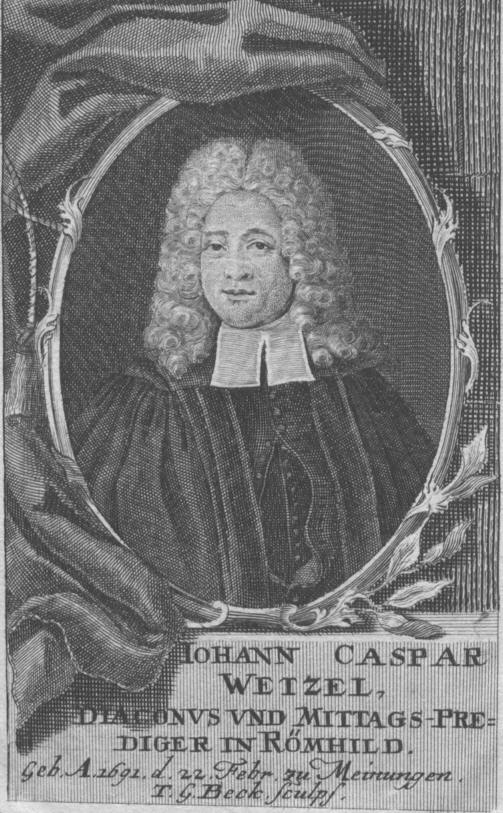
Johann Caspar Wetzel, samtida kopparstick.

Johann Caspar Wetzel, född den 22 februari 1691 i Meiningen, död där den 6 augusti 1755, var en tysk hymnolog.
Wetzel företog mångåriga utländska resor som ledsagare åt furstliga och adliga personer och ingick efter hemkomsten i andliga ståndet, där han avancerade till ärkediakon i Römhild. Han utgav Hymnopoeographia oder historische Lebensbeschreibungen der berühmtesten Liederdichter (4 band, 1719–1728; tillägg, Analecta hymnica, 1751–1755). Arbetet, ett av de märkligaste inom den äldre hymnologin, vittnar både om synnerligen grundlig beläsenhet på området och om en för tiden mindre vanlig förmåga att behandla källorna kritiskt. Sina egna andliga dikter samlade Wetzel i Heilige und dem Herrn geeignigte Andachtsfrüchte (1718).